# Vermiljoenwasplaat
De vermiljoenwasplaat (Hygrocybe constrictospora) is een schimmel behorend tot de familie Hygrophoraceae. Hij leeft saprotroof op de grond in schrale, kortgrazige graslanden, vooral in de duinen, ook op dijken, op zwak zure tot basische zand-, leem- en kleibodems.

## Verspreiding
In Nederland komt de vermiljoenwasplaat zeldzaam voor.